# Kadina Luka
Kadina Luka (srbsky Кадина Лука) je vesnice v západní části Srbska, administrativně spadající pod opštinu Ljig v Kolubarském okruhu. Vesnice se nachází jižně od města Ljig, na soutoku řek Ljig a Slavkovačka reka. Zástavba obce je soustředěná víceméně do údolí řeky Ljigu. V roce 2011 zde žilo 433 obyvatel, typický je zde dlouhodobý pokles počtu obyvatel.
Z národnostního hlediska je obyvatelstvo v drtivé většině srbské národnosti.
Severně od vesnice vedla tzv. Lajkovačská dráha, která byla úzkorozchodná. Nachází se zde dětská školska, jejíž výstavba byla financována pomocí nadace Novaka Đokoviće.
Okolo obce se nachází velké množství kamene, který je těžen a využíván pro stavebnický průmysl.